# إيان سترينجفيلو
إيان سترينجفيلو (بالإنجليزية: Ian Stringfellow)‏ هو لاعب كرة قدم ومدرب كرة قدم بريطاني في مركز الوسط، ولد في 8 مايو 1969 في نوتنغهام في المملكة المتحدة. لعب مع نادي بلاكبول ونادي بوسطن يونايتد ونادي تشيسترفيلد ونادي كامبريدج ستي ونادي كيترينغ تاون ونادي مانسفيلد تاون.

## وصلات خارجية
- إيان سترينجفيلو على موقع Soccerbase.com (لاعب) (الإنجليزية)